# Parc national de Junkerdal
Le parc national de Junkerdal est un parc national norvégien créé en 2004 dans le comté de Nordland. Le parc de 682 kilomètres carrés borde la réserve naturelle de Junkerdalsura. Il est constitué de montagnes, vallées, lacs, et protège également la culture lapone.

## Nom
Le mot junker signifie « noble ». La vallée aurait été nommée d’après Preben von Ahlen (1606-1675), appelé « le junker », qui a traversé la vallée en 1658 pour attaquer et détruire la mine d’argent suédoise de la Nasa. Le dernier élément est dal qui signifie « vallée » ou « dale ».

## Faune
Les carnivores comprennent des ours bruns, des loups, des lynx, et des gloutons. L’élan et le renne sont tous deux communs dans la région. Une grande variété d’oiseaux rares et menacés des zones humides nichent également à l’intérieur du parc national, parmi lesquels le gerfalcon, l’aigle royal, le huard à gorge rouge, le plongeon arctique et le canard à longue queue.

## Galerie

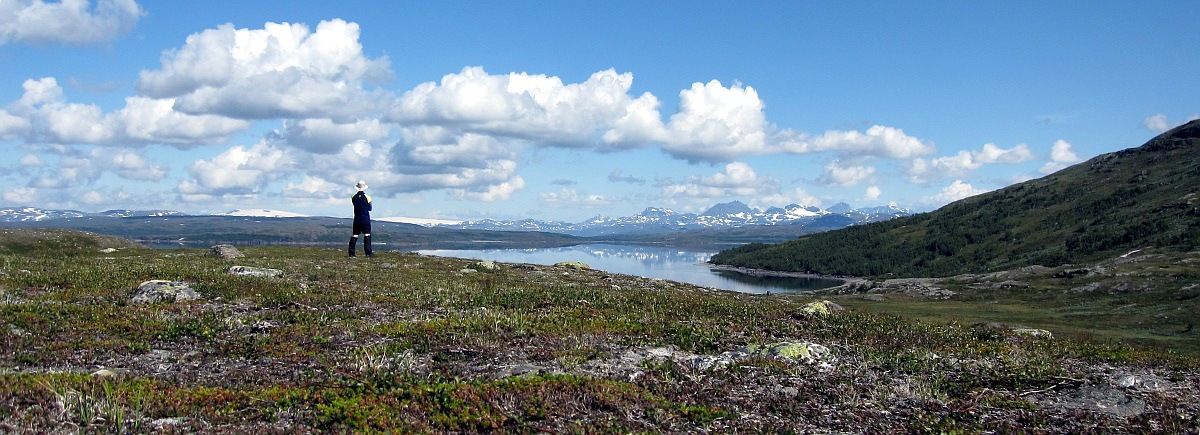
Panorama.
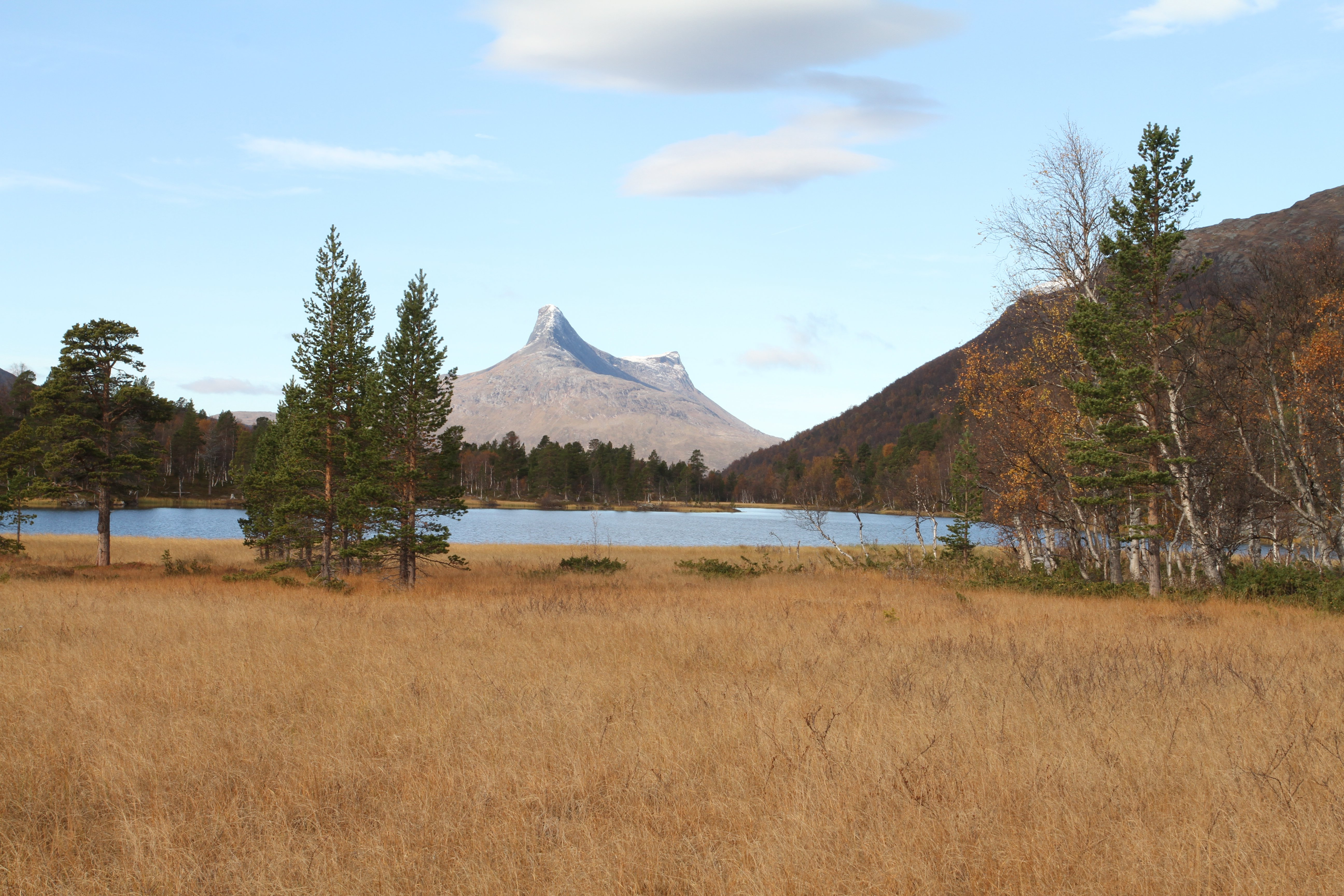
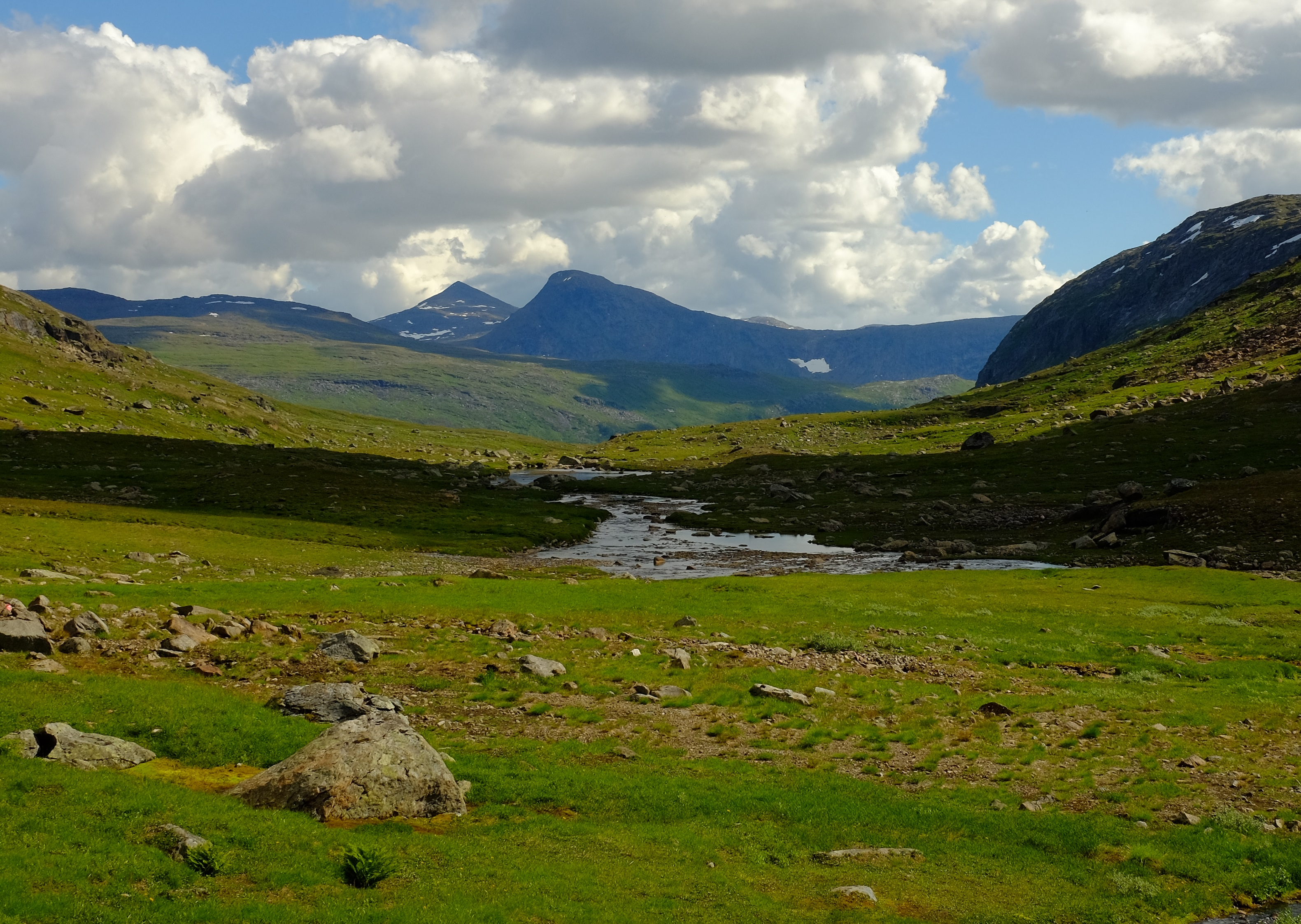
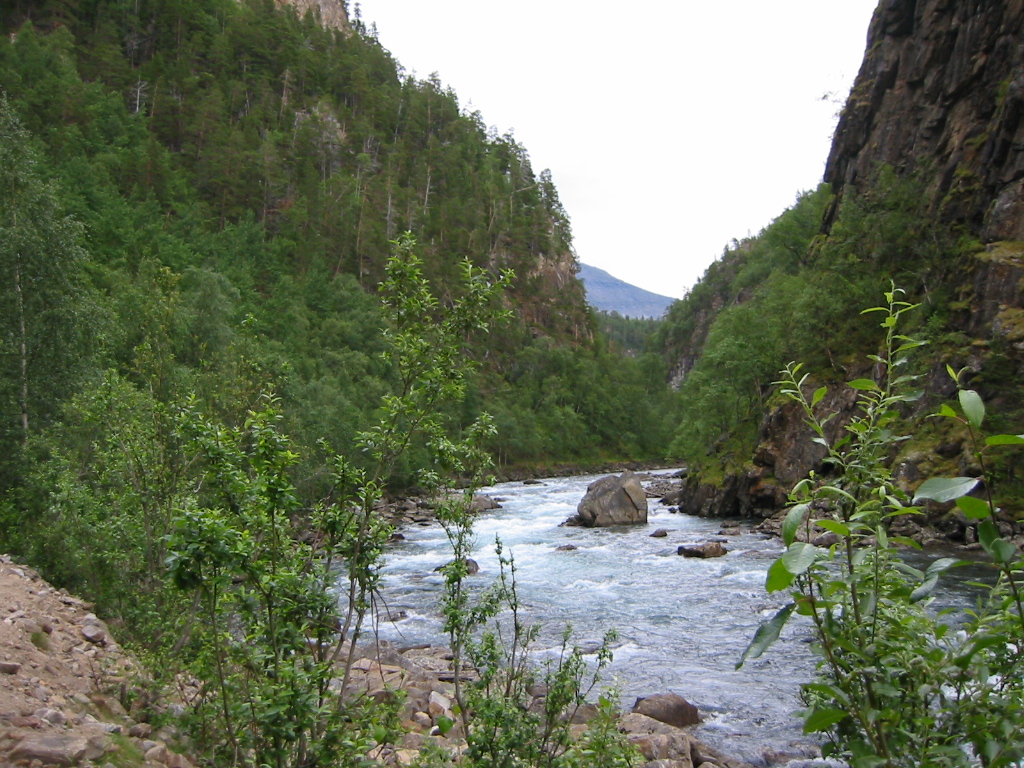
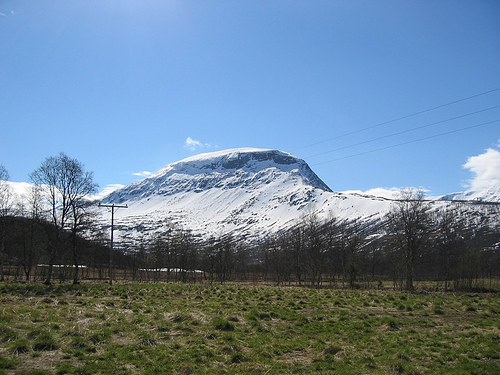
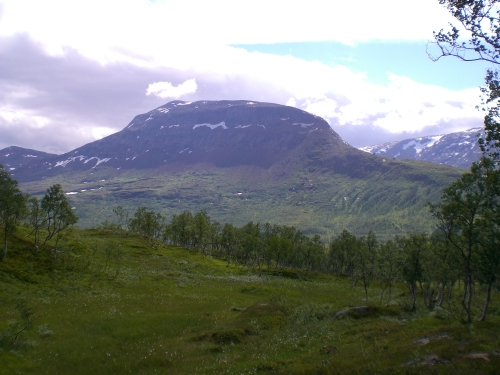
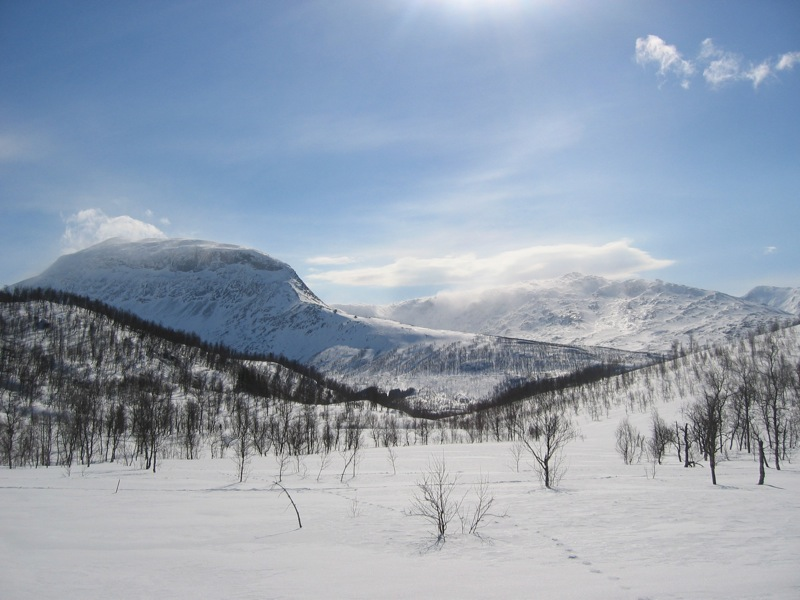
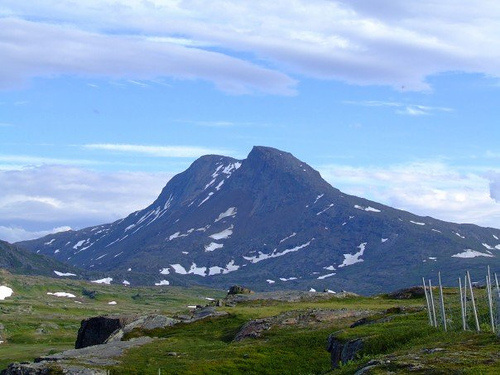